# Chama brassica
Chama brassica is een tweekleppigensoort uit de familie van de Chamidae. De wetenschappelijke naam van de soort is voor het eerst geldig gepubliceerd in 1847 door Reeve.
Rechter en linker klep van hetzelfde exemplaar:

Rechter klep
Linker klep